# Бондарева, Милентина Станиславовна
Милентина Станиславовна Бондарева (19 августа 1934 года — 24 декабря 2017 года) — ткачиха Ровенского льнокомбината имени Комсомола Украины Министерства лёгкой промышленности Украинской ССР. Герой Социалистического Труда (1971).
В 1970 году досрочно выполнила личные социалистические обязательства и производственные задания Восьмой пятилетки. Указом Президиума Верховного Совета СССР от 5 апреля 1971 года «за выдающиеся успехи в досрочном выполнении заданий пятилетнего плана и большой творческий вклад в развитие производства тканей, трикотажа, обуви, швейных изделий и другой продукции легкой промышленности» удостоена звания Героя Социалистического Труда с вручением ордена Ленина и золотой медали «Серп и Молот».
Умерла 24 декабря 2017 года.